# O Cheiro do Ralo
O Cheiro do Ralo é o romance de estreia do cartunista Lourenço Mutarelli, publicado em 2002 pela Devir e relançado posteriormente em 2011 pela Companhia das Letras.
O livro foi escrito em 5 dias, durante uma viagem que a sua mulher e o seu filho fizeram em um feriado de Carnaval, e demoraram 10 dias para que ele corrigisse os problemas encontrados pela sua esposa, Lucimar Mutarelli. O livro é dedicado a Férrez.

## Enredo
O protagonista é um homem de 40 anos aproximadamente, dono de uma loja que compra e vende antiguidades, e que luta contra o eterno mau cheiro que sai do ralo do banheiro. 
O livro faz um retrato da alma humana de forma cínica e bem-humorada. Foi adaptado para o cinema em 2006 — tal versão é igualmente chamada O Cheiro do Ralo, tendo Selton Mello como o protagonista principal.